# Sertanejo
Sertanejo lub muzyka sertaneja (port. música sertaneja) – gatunek muzyki brazylijskiej, który powstał w latach 20. XX wieku na brazylijskiej prowincji. Odmiany tego gatunku to sertanejo de raiz, sertanejo romântico oraz sertanejo universitário.
Piosenki z gatunku sertanejo od lat 90. podbijały brazylijskie listy przebojów i były często grane przez rozgłośnie radiowe. Popularność muzyki sertaneja odzwierciedla też dodanie tej kategorii do nagród Latin Grammy Awards w latach 2000-2003 oraz od 2009 do dzisiaj. Od kilkunastu lat popularność zyskuje odmiana sertanejo universitário (sertanejo uniwersyteckie), zwłaszcza wśród młodzieży.
Większość zespołów sertanejo składa się z męskiego duetu, gdzie jeden z wykonawców śpiewa tenorem, a drugi falsetem. Światową sławę zyskali tacy wykonawcy jak Michel Teló i Gusttavo Lima.

## Historia
Nazwa sertanejo pochodzi od słowa sertão, co jest określeniem nieurodzajnego suchego płaskowyżu w północno-wschodniej Brazylii, gdzie panuje niegościnny klimat, a lokalnymi władcami są “pułkownicy”, rządzący miejscowymi społecznościami. Opisano to m.in. w twórczości pisarza ze stanu Bahia, Jorge Amado. Potocznie oznacza to również głęboką prowincję, z dala od miasta.
Jednak muzyka sertaneja jest bardziej związana z inną prowincjonalną kulturą o nazwie caipira, która występuje w stanach Goiás, Minas Gerais, Paraná, Mato Grosso, Mato Grosso do Sul, Rondônia, Tocantins, na południu stanu Rio de Janeiro oraz w Vale do Paraiba w stanie São Paulo. Muzyka caipira, która jest obecnie znana pod nazwą sertaneja, pochodzi właśnie stamtąd. Muzycy z tego nurtu występując solo lub w duetach, grali na typowych brazylijskich instrumentach, takich jak rodzaj gitary o nazwie viola caipira.

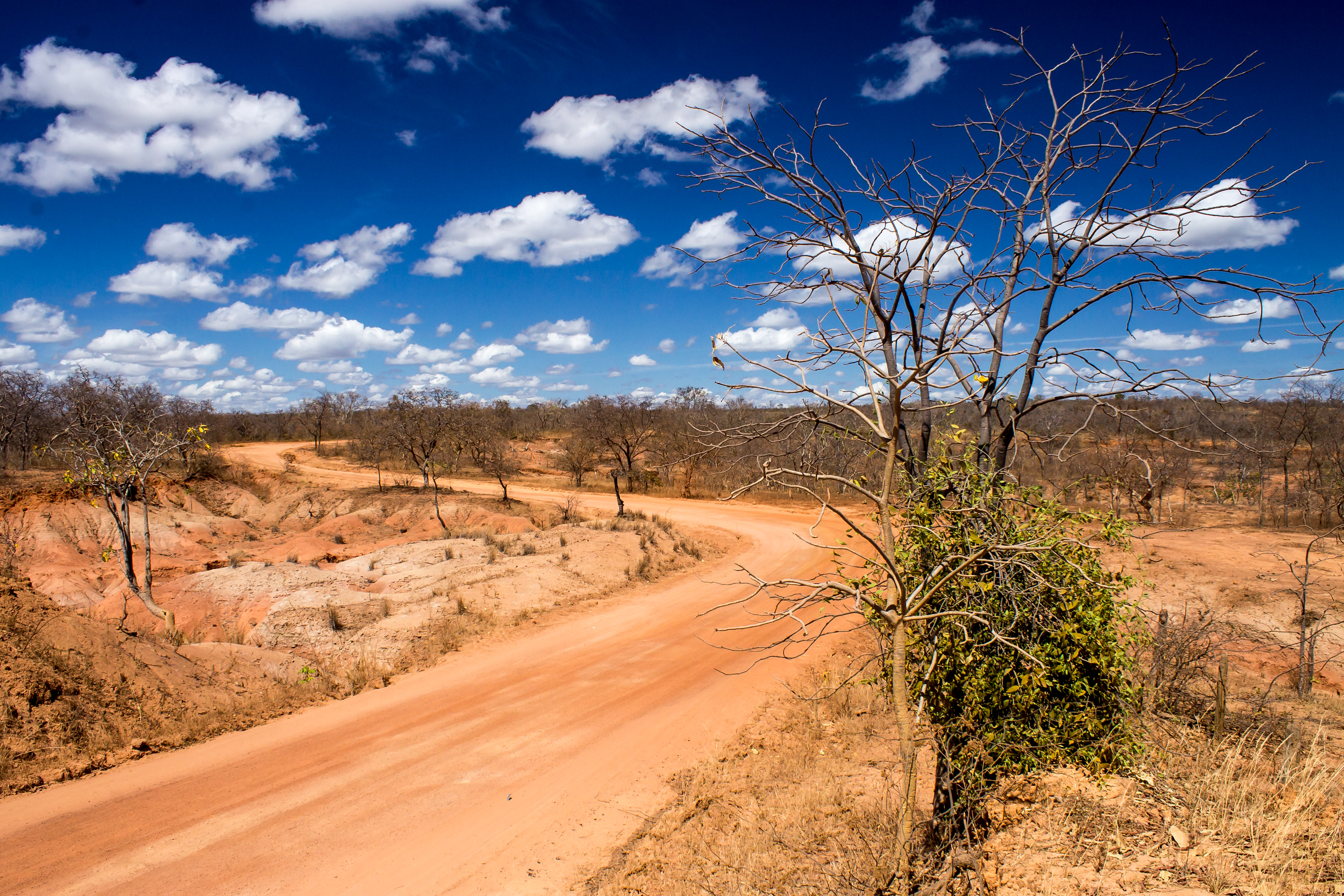
Brazylijskie sertão

Etnograf Cornélio Pires, nazywany ojcem muzyki sertaneja, w książce Conversas ao Pé do Fogo tak o niej pisze:

Ta muzyka charakteryzuje się romantycznymi tekstami, smutnym śpiewem, który porusza serca i opowiada typowe dla sertão historie. Jednak taniec jest wesoły. I tak jak prawie każdy styl muzyczny pochodzący z Brazylii, jest połączeniem wielu tradycji, które tworzą oryginalny i wyjątkowy rytm.

## Pierwsza era
Muzyka sertaneja w obecnym kształcie narodziła się w 1929 r. Pierwszymi utworami tego gatunku były nagrania wykonane przez etnografa, dziennikarza i pisarza Cornélio Piresa na podstawie tradycyjnych pieśni ludowych z wiejskich społeczności stanów São Paulo, Minas Gerais, Paraná, Goiás i Mato Grosso. W 1929 r. Cornélio Pires wraz ze swoim zespołem Turma Caipira wystawiał liczne przedstawienia muzyczne i nagrał płytę Série Cornélio Pires, a w latach 30. podróżował po kraju z wykładami i występami, pojawiał się również w radiu Difusora de São Paulo. W tamtych czasach ten gatunek muzyki funkcjonował pod nazwą muzyki caipira, a jej teksty opowiadały o sielskim życiu na wsi, o pracy na roli, obrzędach religijnych, formach wypoczynku i relacjach społecznych. Obecnie ten typ muzyki nosi nazwę muzyka sertaneja de raiz.
Poza nagraniami Cornélio Piresa, gatunek muzyki sertaneja de raiz reprezentują także m.in. Tião Carreiro e Pardinho, Tonico & Tinoco, Zezé di Camargo & Luciano, Inezita Barroso.

## Druga era
Muzyka sertaneja wkroczyła w nową fazę po Drugiej Wojnie Światowej, kiedy do tradycyjnej gitary viola caipira dołączyły takie instrumenty jak akordeon i harfa. Dodano też nowe gatunki, na przykład guarânię i polkę paragwajską, a potem meksykańskie corrido i rancherę. Teksty coraz częściej opowiadały o miłości.
Najbardziej znanymi artystami z tej epoki były duety Cascatinha e Inhana, Irmãs Galvão, Irmãs Castro, Sulino e Marrueiro, Palmeira i Biá, trio Luizinho, Limeira e Zezinha (zapoczątkowali muzykę campeira) oraz José Fortuna (jako pierwszy  Brazylii wykonywał muzykę guarânia). W latach 70. duet Milionário & Jose Rico połączył tradycyjne elementy meksykańskiego mariachi ze skrzypcami i trąbką. Duet Pena Branca & Xavantinho odwoływał się do tradycyjnej muzyki caipira, a Tião Carreiro wprowadził innowacje, łącząc sertanejo z sambą, coco i calango de roda.

## Trzecia era

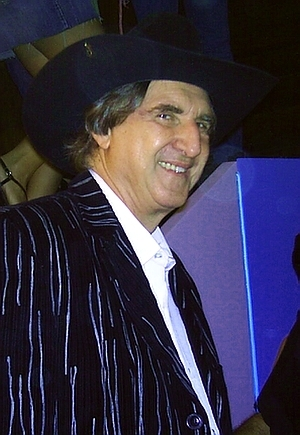
Sérgio Reis

Rozpoczęła się w latach 60. XX wieku wraz z wprowadzeniem do sertanejo gitary elektrycznej oraz tzw. “młodzieżowego rytmu” przez duet Léo Canhoto e Robertinho. Przedstawiciel brazylijskiego nurtu muzycznego Jovem Guarda, piosenkarz Sérgio Reis nagrał w latach 70. utwory z tradycyjnego gatunku sertanejo. Innym wyróżniającym się artystą z tej ery był Renato Teixeira. W tamtym czasie muzykę sertaneja grano głównie w cyrkach, podczas rodeo oraz w rozgłośniach radiowych AM. Od lat 80. sertanejo można było także usłyszeć w radiu FM i w telewizji. Ten gatunek muzyki był bardzo często wykorzystywany w ścieżkach dźwiękowych telenoweli, na przykład utwór Coração Sertanejo duetu Chitãozinho & Xororó w noweli O Rei do Gado, utwór Eu Quero Tchu, Eu Quero Tcha duetu João Lucas & Marcelo w noweli Avenida Brasil, a utwór Chalana w wykonaniu Almira Satera w noweli Pantanal.
W latach 80. w sertanejo umocnił się nurt romantyczny, a jego głównymi przedstawicielami byli: Milionário e José Rico, Trio Parada Dura, Chitãozinho & Xororó, Matogrosso & Mathias, Leandro & Leonardo, Zezé Di Camargo e Luciano, Chrystian & Ralf, João Paulo & Daniel, Chico Rey & Paraná, João Mineiro e Marciano, Gian e Giovani, Rick & Renner, Gilberto e Gilmar, a także piosenkarki Nalva Aguiar i Roberta Miranda. Przeboje tego okresu to: Sonhei Com Você (José Rico e Vicente Dias), Fio de Cabelo (Marciano e Darci Rossi), Apartamento 37 (Leo Canhoto), De Igual Pra Igual (Roberta Miranda e Matogrosso), Pense em Mim (Douglas Maio), Entre Tapas e Beijos (Nilton Lamas e Antonio Bueno), É o Amor (Zezé Di Camargo) i Evidências (José Augusto e Paulo Sérgio Valle).
Niszowymi artystami sertanejo, którzy oparli się komercji był m.in. duet Pena Branca e Xavantinho, który dostosował muzykę MPB do akompaniamentu gitary. Pojawili się też nowi artyści, tacy jak Almir Sater, który był zdolnym gitarzystą i w swoich utworach mieszał sertanejo z bluesem. W kolejnej dekadzie na scenie pojawili się muzycy, którzy chcieli odświeżyć dawne tradycje muzyki caipira.

## Sertanejo universitário
W latach 2000. powstał nowy nurt w muzyce sertaneja, sertanejo universitário (uniwersyteckie) popularny jak sama nazwa wskazuje, głównie wśród młodzieży. Dodano elementy pagode, funku, arrocha i axé. Teksty piosenek odnoszą się głównie do imprez i kobiet. Nurt ten zyskał popularność w całej Brazylii.

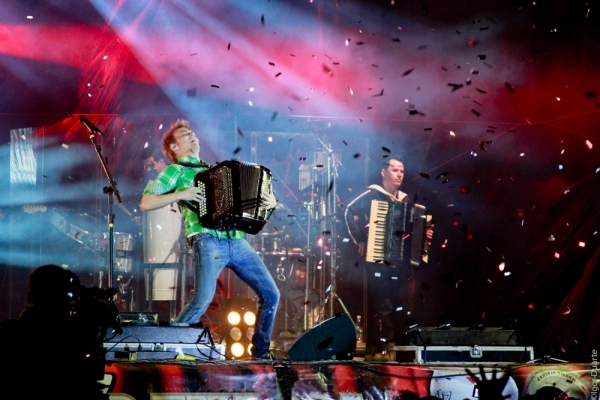
Michel Teló na żywo

Wykonawcy stylu universitário to: Guilherme & Santiago, Maria Cecília & Rodolfo, João Bosco & Vinícius, César Menotti & Fabiano, Jorge & Mateus, Victor & Leo, Marília Mendonça, Henrique e Juliano, Fernando & Sorocaba, Simone & Simaria, Gusttavo Lima, Luan Santana, Michel Teló, Maiara & Maraisa, Marcos & Belutti, Thaeme & Thiago, Cristiano Araújo, Lucas Lucco, Fred & Gustavo, Matheus e Kauan, Henrique & Diego, Israel Novaes, Naiara Azevedo,Munhoz & Mariano, Loubet, Pedro Paulo e Alex, João Neto & Frederico.
Ten nurt zyskuje coraz więcej zwolenników w całym kraju. Początkowo skupiał głównie artystów ze stanu Goiás, ale wkrótce pojawili się też artyści w innych stanach, na przykład niezwykle popularny Luan Santana oraz duet Maria Cecília & Rodolfo ze stanu Mato Grosso do Sul. Najsłynniejszym reprezentantem tego stylu, znanym także poza granicami Brazylii jest Michel Teló, wykonujący m.in. utwór Ai se eu te pego!

## Wykonawcy i zespoły sertanejo
Wykonawcy
- Nalva Aguiar
- Cristiano Araújo
- Irmãs Castro
- Daniel
- Eduardo Costa
- Alex Ferrari
- Gilmar Gilberto
- Gusttavo Lima
- Roberta Miranda
- Israel Novaes
- Sérgio Reis
- Leo Rodriguez
- Luan Santana
- Paula Fernandes
- Michel Teló
- Florencio Torres
- Bruna Viola
- Leonardo

Duety
- Alvarenga and Ranchinho
- Pena Branca & Xavantinho
- Bruno e Marrone
- Cascatinha e Inhana
- Cacique & Pajé
- César Menotti e Fabiano
- Chico Rey & Parana
- Chitãozinho & Xororó
- Chrystian & Ralf
- Clayton e Romario
- Dino e Dener
- Duo Glacial
- Edson e Hudson
- Fernando & Sorocaba
- Gian e Giovani
- Gino e Geno
- Henrique e Juliano
- Irmãs Galvão
- Jacó e Jacozinho
- João Bosco & Vinícius
- João Lucas & Marcelo
- Jose Divino Neves e Luiz Felizardo (Rio Negro & Solimões)
- João Mineiro and Marciano
- João Mulato e Douradinho
- João Neto e Frederico
- João Paulo & Daniel
- Jorge & Mateus
- Leandro e Leonardo
- Liu & Léu
- Léo Canhoto e Robertinho
- Lourenço e Lourival
- Maria Cecília & Rodolfo
- Marcos & Belutti
- Matogrosso & Mathias
- Milionário & Jose Rico
- Moreno e Moreninho
- Oswaldinho e Marisa Viana
- Palmeira and Biá
- Pardinho & Pardal
- Pedro Bento & Zé da Estrada
- Pena Branca e Xavantinho
- Raul Torres e Florêncio
- Rick & Renner
- Rionegro & Solimões
- Sulino e Marrero
- Thaeme & Thiago
- Tião Carreiro & Pardinho
- Tonico & Tinoco
- Vieira and Vieirinha
- Victor & Leo
- Zezé Di Camargo & Luciano
- Zé Mulato & Cassiano
- Zico & Zéca
- Zilo e Zalo

Tria
- Luizinho, Limeira e Zezinha
- Trio Parada Dura

## Wybrane międzynarodowe hity sertanejo
- Ai Se Eu Te Pego! – Michel Teló
- Balada – Gusttavo Lima
- Bara Bará Bere Berê – trzy wersje w wykonaniu: Alexa Ferrari, Leo Rodrigueza i Michela Teló
- Eu Quero Tchu, Eu Quero Tcha – Flavel & Neto
- Lê Lê Lê – João Neto & Frederico